# اتوس تانزینی
اتوس تانزینی (انگلیسی: Athos Tanzini; ۳۰ ژانویهٔ ۱۹۱۳ – ۲۸ سپتامبر ۲۰۰۸) ورزشکار شمشیربازی اهل ایتالیا بود.
وی در مسابقات کشوری و بین‌المللی در مجموع برندهٔ ۱ مدال نقره شده‌است.